# Sun Shuwei
Sun Shuwei (kinesiska: 孫 淑偉), född 21 januari 1976 i Jieyang i Guangdong, är en före detta kinesisk simhoppare. Han vann en guldmedalj i höga hopp i de olympiska sommarspelen 1992.
Sun började med simhopp vid nio års ålder. Vid femton års ålder vann han guldmedaljen i höga hopp vid Asiatiska spelen 1990 och utsågs till Kinas bäste simhoppare 1990. Året därefter tog Sun guld vid VM i Perth och vid olympiska sommarspelen 1992 vann han guldmedaljen före Scott Donie och Xiong Ni. Vid VM i Rom 1994 blev han slagen med fyra poäng av Dmitrij Sautin och tog ett silver. Sun missade OS i Atlanta på grund av en ögonoperation, han fortsatte dock tävla efter det och tog ett guld i synkroniserade höga hopp vid VM 1998 tillsammans med Tian Liang.